# Arpalo
Arpalo, figlio di Macata (in greco antico: Ἅρπαλος?, Hárpalos; ... – 323 a.C.), è stato un nobile macedone antico, tesoriere infedele di Alessandro Magno ricordato per lo scandalo che coinvolse l'oratore ateniese Demostene verso la fine della sua vita.

## Biografia
Arpalo apparteneva alla famiglia dei principi di Elimea, imparentata con Filippo II di Macedonia da quando quest'ultimo aveva sposato Fila di Elimea, sorella di Macata, padre di Arpalo. Tuttavia questa famiglia fu sempre avversa a Filippo II, che li aveva privati dei loro domini ereditari. Dopo la morte di Filippo II, Alessandro Magno, a cui Arpalo si era avvicinato, lo riabilitò e lo fece entrare nella sua cerchia.
Arpalo, zoppo ad una gamba, era esente dal servizio militare, quindi non seguì Alessandro nella sua campagna contro la Persia. Gli venne assegnato tuttavia l'incarico di tesoriere del re in Asia Minore e Alessandro lo contattò per chiedergli delle letture per il suo tempo libero. Arpalo inviò al re le tragedie di Eschilo, Sofocle ed Euripide, l'opera di Filisto e le poesie di Filosseno e Teleste.

### Prima fuga
Poco prima della battaglia di Isso Arpalo, probabilmente cosciente di aver commesso reato di peculato e timoroso della punizione, decise di fuggire verso la Grecia con grandi quantità di denaro. Tuttavia, mentre indugiava a Megara, ricevette una lettera di Alessandro con la richiesta di tornare e la promessa di totale perdono; Arpalo decise quindi di obbedire e raggiunse il re a Tiro, mentre tornava dall'Egitto nel 331 a.C.. Venne quindi perdonato e addirittura reintegrato nel suo posto di tesoriere.

### Seconda fuga
Quando Alessandro, dopo la conquista della Persia e della Media, decise di spingersi verso l'interno dell'Asia all'inseguimento di Dario III, lasciò Arpalo ad Ecbatana con 6000 soldati macedoni in qualità di responsabile dei tesori reali. Da quella città Arpalo si spostò a Babilonia, dove ricoprì la carica di satrapo di quella regione e di tesoriere reale.
In questa città, durante l'assenza di Alessandro, Arpalo si diede al lusso più sfrenato e sperperò il tesoro che gli era stato affidato diventando inviso alla popolazione a lui soggetta. Non accontentandosi delle donne locali, fece venire da Atene la celebre etera Pizionice, che accolse con i più grandi onori e a cui eresse due costosi monumenti a Babilonia e, in seguito, ad Atene. Quando Pizionice morì le subentrò Glicera, che si fece trattare come una regina, così da attirarsi l'odio di tutti i Greci e i Persiani di corte. Arpalo probabilmente pensava che Alessandro non sarebbe mai tornato dalla sua spedizione, ma quando gli giunse la notizia del ritorno del re, fortemente adirato verso i suoi funzionari, che si erano resi colpevoli di abusi di potere durante la sua assenza, Arpalo si vide costretto a fuggire una seconda volta.
Di conseguenza Arpalo raccolse il maggior numero di ricchezze possibile, pari ad un valore di circa 5000 talenti, con cui arruolò circa 6000 mercenari; giunto in fretta sulle coste dell'Asia Minore, s'imbarcò e navigò verso l'Attica. In precedenza aveva donato ad Atene un grande carico di grano, in cambio del quale aveva ricevuto il diritto di cittadinanza, sperando inoltre di venire accolto favorevolmente dalla città; gli Ateniesi tuttavia rifiutarono di farlo sbarcare e lui fu costretto a riparare a capo Tenaro, dove lasciò i suoi mercenari per poter tornare ad Atene.

### Scandalo di Arpalo
Nel 324 a.C., quando Arpalo trovò rifugio ad Atene,  impiegò le ricchezze che aveva portato con sé nel modo più dissoluto possibile per portare dalla sua parte gli oratori e i politici di Atene e per indurre il popolo a sostenerlo contro Alessandro e il suo reggente Antipatro. Si dice che fossero stati da lui corrotti Demade, Caricle e, cosa che suscitò un grande scandalo, Demostene stesso. Arpalo fu imprigionato dagli Ateniesi incitati da Demostene e Focione, nonostante l'opposizione di Iperide, che voleva sfruttare l'occasione per scatenare una rivolta contro Alessandro Magno. L'assemblea popolare, accogliendo la proposta di Demostene, decise di sorvegliare i soldi di Arpalo, che furono affidati a un comitato diretto da Demostene stesso. Furono conteggiati 350 talenti, anche se Arpalo aveva dichiarato di averne 700, ma Demostene e gli altri membri del comitato decisero di non rendere nota la differenza tra le due somme.
Quando Arpalo fuggì e si rifugiò a Creta, l'oratore dovette fronteggiare un'ondata di malcontento della popolazione nei suoi confronti, che credeva che egli avesse rubato quel denaro. L'Areopago condusse un'inchiesta e alla fine condannò Demostene ad una multa di 20 talenti. Nel processo a Demostene di fronte all'Eliea, Iperide, il principale accusatore, disse che Demostene aveva ammesso di aver tenuto i soldi, ma di aver anche detto che li aveva usati per il bene del popolo e di averli prestati senza chiedere interessi. Il giudice respinse questa scusa e accusò Demostene di essere stato corrotto da Alessandro Magno. L'oratore venne multato di 50 talenti e imprigionato, ma dopo pochi giorni evase grazie alla sbadataggine delle guardie e/o all'aiuto di alcuni cittadini e si recò a Calauria, Egina e infine Trezene. Ancora oggi non si sa con certezza se le accuse contro di lui fossero fondate o meno. In ogni caso, gli Ateniesi presto abrogarono la sentenza e inviarono una nave ad Egina per riportare Demostene in patria.

### Terza fuga e morte
Arpalo, dopo essersi riunito con le sue truppe a Tenaro, si diresse verso Creta insieme ai suoi tesori ma, poco dopo, fu condannato a morte e assassinato dai suoi servitori, nel 323 a.C., anche se alcuni, riferisce Pausania il Periegeta, sostengono che fu assassinato da Pausania, un macedone. Diodoro Siculo narra anche che l'amministratore del suo denaro fuggì a Rodi e venne arrestato da un macedone, Filosseno, anch'egli uno di coloro che avevano richiesto l'espulsione di Arpalo da Atene. Filosseno interrogò l'arrestato e questo stilò una lista di coloro che erano stati corrotti da Arpalo.
Ottenute queste informazioni, il macedone inviò una lettera ad Atene in cui faceva i nomi di coloro che erano stati corrotti e le somme di denaro ricevute da ognuno. Demostene, tuttavia, non venne menzionato, ma Alessandro Magno continuò a odiarlo, avendo avuto in passato un litigio privato con lui.
Il suo posto di tesoriere fu affidato da Alessandro ad Antimene di Rodi.